# Vasile Lupu

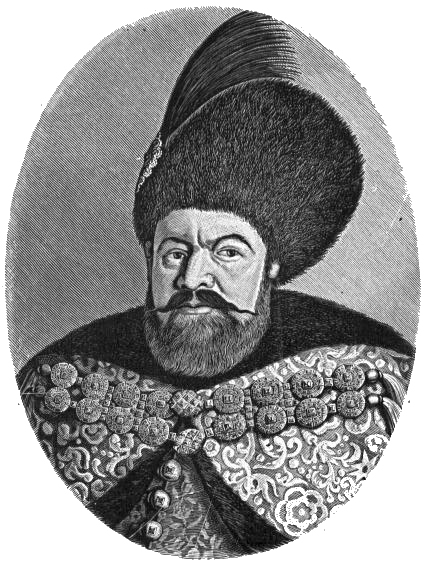
Vasile Lupu

Vasile Lupu (Tirana, 1595 – 1661) è stato un sovrano moldavo, voivoda di Moldavia dal 1634 al 1653. Soprannominato il lupo, si assise sul trono di Moldavia, nel 1634, dopo una serie di complicati intrighi, e vi rimase per circa venti anni. Egli era figlio di un avventuriero albanese e di un'ereditiera moldava. Fu un abile amministratore e brillante finanziere e divenne presto l'uomo più facoltoso dell'oriente cristiano. La sua giudiziosa munificenza lo portò ad instaurare buoni rapporti con le autorità ottomane..

## Biografia
Nacque in una località chiamata Arbanasi, individuabile nell'attuale Arbana, vicina all'attuale Tirana.

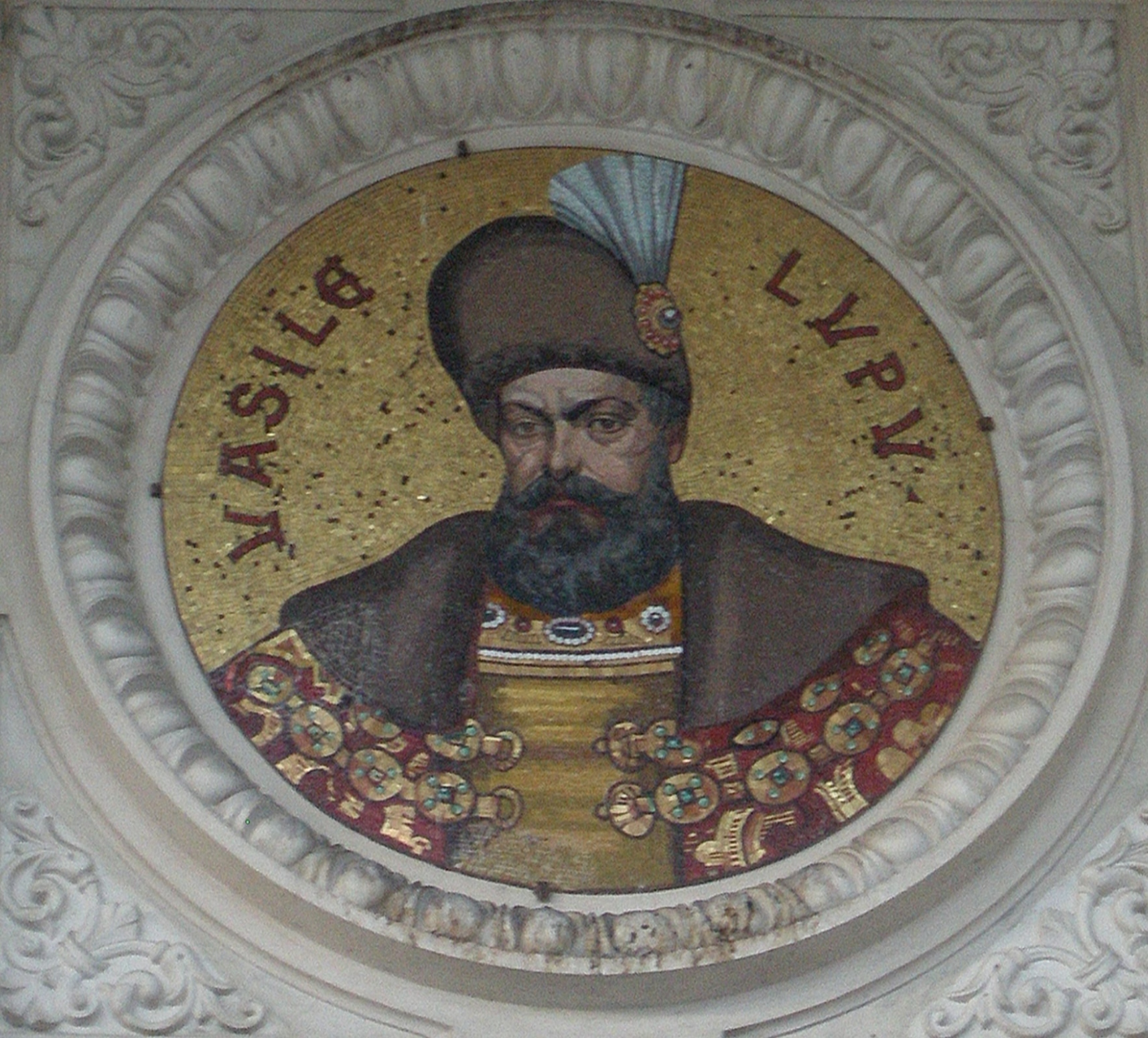
Ritratto di Vasile Lupu

Anche se generalmente considerato albanese al suo tempo, ma avendo retto un alto incarico sotto Miron Barnovschi, Vasile Lupu venne eletto principe dai boiardi locali, come segno di reazione contro la competizione di greci e levantini. Ciò in quanto Vasile Lupu aveva condotto una rivolta contro Alexandru Iliaș ed i suoi sostenitori stranieri, ed inviato in esilio da Moise Movilă (anche se venne sostenuto da Matei Basarab e dal potente pascià di Silistra, Abaza Mehmed Pascià).
Il suo regno fu costellato di splendori e grandi sfarzi. Costruì importanti monumenti (la chiesa Trei Ierarhi a Iași), fu mecenate di cultura e arti (introdusse la stampa, fondò l'Accademia Vasiliană - che divenne "Școala mare domnească" e fu in vita fino al 1821). Ciò ebbe anche degli effetti negativi, le tasse raggiunsero livelli intollerabili.
Dopo che le relazioni tra i due principi divennero difficili, Vasile Lupu trascorse gran parte del suo regno in lotta contro il regnante valacco Matei Basarab, cercando di imporre suo figlio Ioan sul trono di Bucarest. Il suo esercito venne sconfitto due volte nel 1639 (a Ojogeni e Nenișori) e una terza volta nella battaglia di Finta, nel 1653. Dopo questa ultima battaglia, i boiardi moldavi si ribellarono e lo sostituirono con il favorito valacco, Gheorghe Ștefan. Vasile Lupu venne inviato in esilio e morì mentre veniva tenuto prigioniero nel carcere turco di Yedikule ad Istanbul.
Vasile Lupu strinse alleanze con i funzionari ottomani, in particolare con l'ex Gran Visir Tabanıyassı Mehmed Pascià. Il legame di Lupu con quest'ultimo si basava sulla loro comune origine albanese.
Vasile realizzò una forte alleanza con Bohdan Chmel'nyc'kij, facendo sposare sua figlia Ruksandra a Tymofij (Tymiš) - il figlio dell'hetman che combatté al fianco di Vasile Lupu a Finta.
Vasile Lupu introdusse le prime leggi scritte in Moldavia (1646, pubblicate a Iași). Note come Carte româneascǎ de învățătură ("libro degli insegnamenti") o Pravila lui Vasile Lupu ("Codice di Vasile Lupu"), il documento non andava contro le tradizioni dell'Impero bizantino, essendo una revisione tradotta di queste (e quasi identica alle contemporanee equivalenti della Valacchia).